# Danjane
Dejnë en albanais et Danjane en serbe latin (en serbe cyrillique : Дањане) est une localité du Kosovo située dans la commune/municipalité de Rahovec/Orahovac et dans le district de Prizren/Prizren. Selon le recensement kosovar de 2011, elle compte 1 757 habitants.
Selon le découpage administratif du Kosovo, la localité fait partie du district de Gjakovë/Đakovica.

## Démographie

### Évolution historique de la population dans la localité
| 1948 | 1953 | 1961 | 1971 | 1981  | 1991  | 2011  |
| ---- | ---- | ---- | ---- | ----- | ----- | ----- |
| 530  | 611  | 684  | 835  | 1 228 | 1 581 | 1 757 |

|  |

### Répartition de la population par nationalités (2011)
En 2011, les Albanais représentaient 98,83 % de la population.